# Trefina
A trefina (/trɪˈfaɪn/; do latim trypan, que significa furo)  é um instrumento cirúrgico com uma lâmina cilíndrica. Pode ter várias dimensões e concepções dependendo para o que vai ser utilizado. Podem ser especialmente concebidos para a obtenção de um núcleo em forma cilíndrica do osso, que pode ser usado para testes e estudos do osso, cortar orifícios nos ossos (ou seja, o crânio) ou para cortar uma parte em volta da córnea para cirurgia ocular.